# هوش گیاهی
هوش گیاهی (انگلیسی: Plant cognition) مطالعه یادگیری و حافظه گیاهان است، کشف این ایده که فقط حیوانات نیستند که قادر به تشخیص، پاسخ دادن و یادگیری از محرک‌های درونی و بیرونی به منظور انتخاب و اتخاذ تصمیم‌های مناسب برای تضمین بقا هستند. در طول سال‌های اخیر، شواهد تجربی برای ماهیت شناختی گیاهان به سرعت رشد کرده‌اند و نشان داده‌اند که گیاهان تا چه حد می‌توانند از حواس و شناخت برای واکنش به محیط‌شان استفاده کنند. برخی از محققان ادعا می‌کنند که گیاهان اطلاعات را به روشی مشابه دستگاه عصبی حیوانات پردازش می‌کنند.

## تاریخ
ایده هوش در گیاهان برای اولین بار توسط چارلز داروین در اواخر دهه ۱۸۰۰ در کتاب توانایی حرکت در گیاهان که به همراه پسرش فرانسیس نوشته شده بود، مورد بررسی قرار گرفت. او با استفاده از یک استعاره عصب شناختی، حساسیت ریشه گیاهان را در این پیشنهاد که نوک ریشه مانند مغز برخی از حیوانات پایین عمل می‌کند، توصیف کرد. این شامل واکنش به احساس به منظور تعیین حرکت بعدی آنها است اگرچه گیاهان نه مغز دارند و نه اعصاب.
صرف نظر از اینکه آیا این استعاره عصب شناختی درست است یا به‌طور کلی، کاربرد مدرن اصطلاحات و مفاهیم علوم اعصاب برای گیاهان مناسب است، ایده داروینی کلاهک ریشه گیاهانی که به عنوان یک «کارکرد» اندام شبه مغزی (همراه با اصطلاح «فرضیه ریشه-مغز») احیای مداومی را در فیزیولوژی گیاهی تجربه کرده‌است.
در حالی که گیاه «علوم اعصاب» بر مطالعه فیزیولوژیکی گیاهان تمرکز دارد، شناخت گیاهی مدرن در درجه اول از رویکرد رفتار/اکولوژیک استفاده می‌کند. امروزه شناخت گیاهی به‌عنوان حوزه‌ای از تحقیقات با هدف آزمایش تجربی توانایی‌های شناختی گیاهان، از جمله ادراک، یادگیری فرایندها، حافظه (جانداران) در حال ظهور است. و خودآگاهی. این چارچوب پیامدهای قابل توجهی برای نحوه درک ما از گیاهان دارد. همان‌طور که مرز سنتی بین حیوانات و گیاهان را دوباره تعریف می‌کند.

## انواع
مطالعه شناخت گیاه از این ایده سرچشمه می‌گیرد که گیاهان تنها با یک سیستم محرک، یکپارچه سازی و پاسخ، قادر به یادگیری و سازگاری با محیط خود هستند. در حالی که ثابت شده‌است که گیاهان واقعاً فاقد مغز و عملکرد یک سیستم عصبی فعال آگاهانه هستند، گیاهان هنوز هم به نوعی قادر به انطباق با محیط خود و تغییر مسیر ادغام هستند که در نهایت منجر به چگونگی «تصمیم‌گیری» گیاه برای پاسخ به یک گیاه می‌شود. محرک ارائه شده‌است. این موضوع مسائل مربوط به هوش گیاهی را مطرح می‌کند که تعریف می‌شود به گونه‌ای فعالانه با هر محرکی که از محیط به گونه ارائه می‌شود سازگار شود. بنابراین گیاهان در حس کردن محرک‌های محیطی باهوش هستند، مثلاً آفتابگردان‌های جوانی که برای رشد خود رو به خورشید هستند.

### حافظه گیاهی
در مطالعه‌ای که توسط مونیکا گاگلیانو از مرکز زیست‌شناسی تکاملی دانشگاه استرالیای غربی انجام شد، گل قهر و آشتی (گیاه حساس) برای عادت کردن آزمایش شد. پس از چند بار، مشخص شد که گیاهان در نهایت عادت کردند و در مقایسه با اولین باری که برگ‌ها بسته می‌شدند، برگ‌های خود را سریع‌تر باز کردند. در حالی که مکانیسم رفتار این گیاه هنوز به‌طور کامل شناخته نشده‌است، اما به شدت با تغییرات در کانال کلسیمی مرتبط است.
نمونه دیگری از «حافظه» کوتاه مدت یک گیاه در ونوس مگس‌خوار یافت می‌شود که بسته شدن سریع آن تنها زمانی ایجاد می‌شود که حداقل دو تار موی تله در فاصله بیست ثانیه با یکدیگر تماس پیدا کنند. یکی از فرضیه‌هایی که توضیح می‌دهد که چگونه این اتفاق می‌افتد، سیگنال‌های الکتریکی در گیاهان است. هنگامی که یک موی تله (مکانورسپتور) فعال می‌شود، به یک پتانسیل زیر آستانه رسیده‌است. هنگامی که دو موی تله فعال می‌شوند، یک آستانه به دست می‌آید و یک پتانسیل عمل ایجاد می‌کند که تله را می‌بندد.

### یادگیری انجمنی
در سال ۲۰۱۶، یک تیم تحقیقاتی به رهبری مونیکا گاگلیانو شروع به آزمایش کردند که آیا گیاهان یادمی‌گیرند به رویدادهای پیش‌بینی شده در محیط خود پاسخ دهند یا خیر. این تحقیق نشان داد که گیاهان قادر به یادگیری قانون وابستگی بین وقوع یک رویداد و پیش‌بینی یک رویداد دیگر (یعنی شرطی‌شدن کلاسیک بودند). این یافته با نشان دادن تجربی یادگیری تداعی در گیاهان، گیاهان را به عنوان موضوعات مناسب تحقیقات شناختی واجد شرایط می‌داند. در این مطالعه، فرضیه‌ای مطرح شد که گیاهان این توانایی را دارند که یک نوع محرک را با دیگری مرتبط کنند. برای آزمون این فرضیه، گیاهان نخود فرنگی در معرض دو محرک متفاوت قرار گرفتند. برای مرحله آموزش، یک گروه از گیاهان نخود هر دو در معرض باد و نور و گروه دیگر گیاهان به عنوان شاهد در معرض باد بدون نور قرار گرفتند. در مرحله آزمایشی، گیاهان فقط در معرض محرک باد قرار گرفتند. گیاهان نخودی که تنها بدون نور در معرض باد قرار گرفته بودند، در هر دو مرحله آموزشی و آزمایشی از باد رشد کردند. در مقابل، گیاهان نخودی که در مرحله تمرین در معرض باد و نور قرار گرفتند، بدون حضور نور به سمت یک محرک باد رشد کردند، که نشان‌دهنده ارتباط آموخته‌شده آشکار بین باد و نور است. مکانیسم این پاسخ کاملاً درک نشده‌است، اگرچه فرض می‌شود که ورودی‌های حسی از گیرنده‌های مکانیکی و فیتوکرومها به نوعی در گیاهان ادغام شده‌اند. این توضیح می‌دهد که چرا یک محرک غیر نوری پاسخ رشدی را در گیاه نخود آموزش دیده ایجاد می‌کند که معمولاً فقط با فعال شدن گیرنده‌های نوری ایجاد می‌شود.
در یک مطالعه تکراری با حجم نمونه بزرگتر، که در سال ۲۰۲۰ منتشر شد، هیچ مدرکی دال بر یادگیری انجمنی در گیاهان نخود پیدا نکرد. با این حال، همچنین نتوانست این یافته را تکرار کند که نور به‌طور مؤثر به عنوان یک محرک غیرشرطی عمل می‌کند. گیاهان نخود در این مطالعه به جای یک پاسخ رشد جهت دار قابل اعتماد نسبت به نور ارائه شده قبلی، فقط یک روند خفیف نشان دادند. تنظیم آزمایشی تکرار شده در حضور سطوح بالاتر نور محیطی و بازتابی، که ممکن است تا حدودی رشد جهتی تصادفی داشته باشد و از تکرار جلوگیری کند، با نمونه اولیه متفاوت بود.